# Landesregierung Kaiser II
Die Landesregierung Kaiser II bildete die Kärntner Landesregierung in der 32. Gesetzgebungsperiode von April 2018 bis April 2023. In ihr bildeten die SPÖ und die ÖVP eine Koalition. Am 13. April 2023 wurde die Regierung durch die Landesregierung Kaiser III abgelöst.

## Geschichte
Im Juni 2017 beschloss der Kärntner Landtag mit den Stimmen der Regierungskoalition (SPÖ, ÖVP und Grüne) sowie des Teams Kärnten eine Reform der Landesverfassung und eine Abschaffung des Proporzes. Bis zur Landtagswahl 2018 waren in der Kärntner Landesregierung automatisch alle Parteien ab einer bestimmten Größe nach dem Prinzip des Proporzes vertreten.

### Sondierungsgespräche
Nach der Landtagswahl am 4. März 2018, bei der die SPÖ vier Mandate hinzugewonnen hatte und damit auf 18 der 36 Mandate kam, wodurch keine Mehrheit gegen die Sozialdemokraten möglich war, begann die SPÖ Sondierungsgespräche mit allen anderen im neu gewählten Landtag vertretenen Parteien: der FPÖ, der ÖVP und dem Team Kärnten. Das FPÖ-Team wurde von Gernot Darmann geleitet, für das Team Kärnten führte Gerhard Köfer die Gespräche und für die ÖVP der bisherige Landesrat Christian Benger.

### Koalitionsverhandlung
Am 17. März 2018 stimmten schließlich die SPÖ-Vorstandsmitglieder einstimmig für die Aufnahme von Koalitionsverhandlungen mit der ÖVP. Die Kärntner ÖVP ging mit einem elfköpfigen Team, angeführt von Christian Benger, in die am 20. März 2018 begonnenen Koalitionsverhandlungen mit der SPÖ. Am 28. März 2018 präsentierten die Verhandlungsführer Peter Kaiser (SPÖ) und Christian Benger (ÖVP) ihren „Kärnten-Koalition“ genannten Regierungspakt. Die SPÖ erhielt fünf Regierungssitze, die ÖVP zwei. Außerdem wurde die Referatsaufteilung präsentiert. Bei Kaiser verblieben die Agenden Personal und Sport, hinzu kam der Bereich Kunst und Kultur. Neben Gesundheit und Soziales (Beate Prettner) sowie Finanzen, Beteiligungen, Entwicklung und Forschung (Gaby Schaunig) soll es für Gemeinden, Feuerwehren und Katastrophenschutz (SPÖ) sowie Frauen, Jugend, Integration (SPÖ) zwei weitere SPÖ-Regierungssitze geben. Bei der ÖVP blieben die Agenden Wirtschaft, Landwirtschaft, Tourismus, hinzu kamen Infrastruktur, Straßenbau sowie Jagd und Fischerei.

### Rücktritt Christian Bengers
Am 4. April 2018 gab Christian Benger seinen Rücktritt als Landesrat und ÖVP-Landesparteiobmann bekannt, sein Landtagsmandat wolle er aber annehmen. Aus Bengers Sicht sollte sich aber nichts an der Koalitionszusage ändern. Landeshauptmann Peter Kaiser sprach daraufhin von einem „massiv erschütterten Vertrauen“, da man am Ende der Sondierungsgespräche mit der ÖVP explizit die Frage gestellt habe, ob die personelle Kontinuität gewahrt bleibe. Das gesamte elfköpfige VP-Verhandlungsteam habe das ausdrücklich bejaht. Kaiser sagte, er fühle sich nicht mehr an die Vereinbarungen gebunden.
Dem Rücktritt von Benger vorhergegangen war ein später öffentlich gewordenen Brief, in dem mehrere Oberkärntner Bürgermeister einen Landesratssitz für den bisherigen Klubobmann Ferdinand Hueter forderten und mit Abspaltung drohten, sollte dieser Forderung nicht nachgekommen werden.

### Ultimatum
Am Abend des 4. April wurde Martin Gruber vom ÖVP-Landesparteivorstand als Nachfolger von Christian Benger nominiert. Gruber war ebenfalls Teil des ÖVP-Verhandlungsteams, bei der Landtagswahl am 4. März erhielt er mit 3.375 die meisten Vorzugsstimmen der ÖVP-Kandidaten. Die SPÖ stellte an Gruber ein Ultimatum bis zum 5. April 2018 um 20:00 und verlangte neben dem bisher vereinbarten Koalitionspakt, das gemäß der neuen Landesverfassung eigentlich vorgesehene Einstimmigkeitsprinzip in der Regierung auszusetzen. Kaiser wolle damit Mehrheitsentscheidungen ermöglichen und etwaige Blockaden durch den Koalitionspartner ÖVP verhindern. Dafür notwendig wäre eine Änderung der Landesverfassung. Außerdem müsse die ÖVP Projekte für Kärnten auch im Bund unterstützen. ÖVP-Obmann Martin Gruber gab schließlich bekannt, dass seine Partei die Bedingungen des Ultimatums der SPÖ akzeptiert. Darüber hinaus kündigte er personelle Konsequenzen und eine Neustrukturierung der Partei an.

### Beurteilung durch Politologen
Politologe Peter Filzmaier sprach von einem bleibenden Imageschaden: „Die Koalition hat einen viel schlechteren Start als gedacht und erhofft. Was immer die Gründe waren, ein persönlich motivierter Rücktritt des Ex-ÖVP-Chefs, eine ÖVP-interne Intrige in Kärnten oder ein völlig verkorkster Masterplan von wem auch immer. Man hat als ÖVP weniger als vorher. Man bleibt zwar Regierungspartner, kann aber überstimmt werden.“
Politologin Kathrin Stainer-Hämmerle bezeichnete die Forderung nach Abkehr vom Einstimmigkeitsprinzips als „geniale Idee aus Sicht der SPÖ Kärnten, denn für viele Beschlüsse ist nur die Landesregierung und nicht der Landtag zuständig. Die SPÖ könnte somit wie eine Alleinregierung agieren“. Der Rücktritt von Christian Benger habe sie nicht gewundert, da sich die Anzeichen dafür nach der Landtagswahl verdichtet hätten. Sehr wohl aber sei der Zeitpunkt überraschend gewählt gewesen.

### Weitere Entwicklung
Am 7. April 2018 stimmte die „Kärnten-Konferenz“, 200 Delegierte der SPÖ Kärnten, in Klagenfurt einstimmig für den Koalitionspakt mit der ÖVP. Inhaltlich wurde über den Koalitionspakt bekannt, dass es beitragsfreie Kindergärten und eine Standortgarantie für alle Kärntner Krankenhäuser geben soll.
Am 9. April 2018 präsentierte der designierte ÖVP-Landesrat und ÖVP-Landesparteiobmann Martin Gruber Ulrich Zafoschnig als den künftigen zweiten ÖVP-Landesrat. Gruber traf die Personalentscheidung allein, er habe dafür eine Vollmacht des Parteivorstands erhalten. Als Klubobmann im Kärntner Landtag wurde Markus Malle nominiert, der damit Ferdinand Hueter nachfolgte.
Die SPÖ präsentierte mit Daniel Fellner und Sara Schaar ebenfalls am 9. April 2018 die zwei weiteren Landesräte neben den Landeshauptmann-Stellvertreterinnen Gaby Schaunig und Beate Prettner. Beschlossen wurden auch die stellvertretenden Regierungsmitglieder. Kaiser wird von Jochen Siutz vertreten, Beate Prettner von Isabella Rauter, Gaby Schaunig von Sandra Grutschnig, Daniel Fellner von Melanie Kraxner und Sara Schaars Stellvertretung in der Landesregierung wird von Sabine Hochkircher wahrgenommen.
Am 11. April 2018 unterzeichneten Peter Kaiser und Martin Gruber den Koalitionsvertrag.
Die konstituierende Sitzung des Kärntner Landtags mit der Wahl und Angelobung der Landesregierung Kaiser II fand am 12. April 2018 statt. In der Landtagssitzung am 9. Mai 2018 wurde das Einstimmigkeitsprinzip für Beschlüsse in der Landesregierung mit den Stimmen von SPÖ und ÖVP aufgehoben.
Am 15. April 2019 wurde der Rücktritt von Ulrich Zafoschnig als Landesrat aus gesundheitlichen Gründen bekannt, vom Parteivorstand der ÖVP Kärnten wurde Sebastian Schuschnig als sein Nachfolger nominiert. Schuschnig wurde am 9. Mai 2019 im Landtag gewählt und angelobt.

## Regierungsmitglieder
| Amt                                                     | Bild | Name                                                                                        | Partei | Partei | Zuständigkeitsbereiche |
| ------------------------------------------------------- | ---- | ------------------------------------------------------------------------------------------- | ------ | ------ | --- |
| Landeshauptmann                                         |      | Peter Kaiser                                                                                |        | SPÖ    | Personal, Sport, Kunst und Kultur |
| Landeshauptmann-Stellvertreterin                        |      | Beate Prettner                                                                              |        | SPÖ    | Gesundheit und Soziales |
| Landeshauptmann-Stellvertreterin                        |      | Gaby Schaunig                                                                               |        | SPÖ    | Finanzen, Beteiligungen, Entwicklung und Forschung |
| Landesrat                                               |      | Daniel Fellner                                                                              |        | SPÖ    | Gemeinden, Raumordnung, Orts- und Regionalentwicklung, Feuerwehrwesen, Katastrophenschutz und Wasserwirtschaft |
| Landesrat                                               |      | Martin Gruber                                                                               |        | ÖVP    | Land- und Forstwirtschaft, ländliches Wegenetz, Jagdwesen und Fischereirecht, Orts-Regionalentwicklung und ländliche Entwicklung, Verkehr (Verkehrsrecht, Verkehrsverbund, Verkehrsinfrastruktur), Logistik, Straßen und Brücken |
| Landesrätin                                             |      | Sara Schaar                                                                                 |        | SPÖ    | Gesellschaft (Familien, Frauen, Jugend, Senioren), Grundversorgung und Integration sowie Umwelt (Energie), Naturschutz, Abfallwirtschaft, Klimaschutz, National- und Biosphärenparks                                             |
| Landesrat                                               |      | Sebastian Schuschnig (seit 9. Mai 2019)                                                     |        | ÖVP    | Wirtschaft (Gewerberecht), Handel und Export, Industrie, Tourismus und touristische Beteiligungen, Tourismusinfrastruktur, Baurecht, Bauordnung, Anlagenrecht (UVP)                                                              |
| Vorzeitig ausgeschiedene Mitglieder der Landesregierung |      |                                                                                             |        |        | |
| Landesrat                                               |      | Ulrich Zafoschnig (Rücktritt aus gesundheitlichen Gründen bekanntgegeben am 15. April 2019) |        | ÖVP    | Wirtschaft (Gewerberecht), Handel und Export, Industrie, Tourismus und touristische Beteiligungen, Tourismusinfrastruktur, Baurecht, Bauordnung, Anlagenrecht (UVP)                                                              |